# Адіос (Наварра)
Адіос (ісп. Adiós) — муніципалітет в Іспанії, у складі автономної спільноти Наварра. Населення — 185 осіб (2009).
Муніципалітет розташований на відстані близько 300 км на північний схід від Мадрида, 16 км на південь від Памплони.
На території муніципалітету розташовані такі населені пункти: (дані про населення за 2009 рік)
- Адіос: 185 осіб
- Ларрайн: 0 осіб

## Демографія
Динаміка населення (INE ):

## Галерея зображень

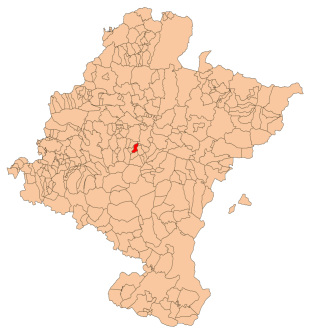
Розташування муніципалітету
Адіос